# Acadèmia de Belles Arts de Florència
L'Acadèmia de Belles Arts de Florència és una acadèmia d'art públic, que es troba a l'antic hospital de San Matteo, a la Plaça San Marco. La importància històrica d'aquesta institució cultural es veu subratllada per les cites en documents antics i importants persones que durant segles han format part d'ella.

## Història

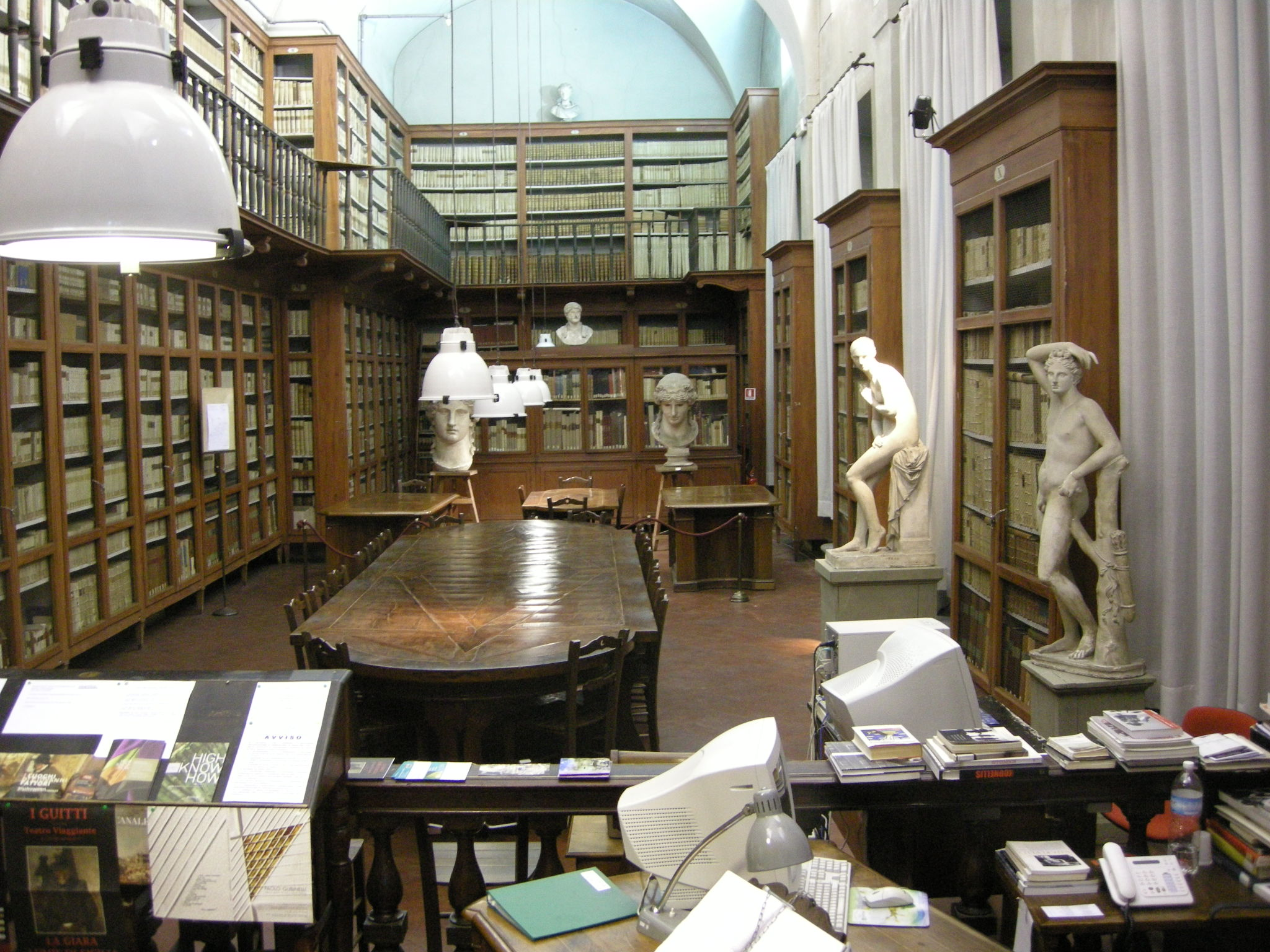
Biblioteca.

L'Acadèmia actual de Belles Arts de Florència va ser fundada el 1784 per una reforma de la «Acadèmia de les Arts de Dibuix», encarregada per Pere Leopold, Gran Duc de Toscana per poder desenvolupar una institució educativa moderna de les arts que pogués satisfer les noves exigències de les arts aplicades. Una modernització inicial i racionalitzada de l'organització acadèmica es va produir gràcies a Pere Leopold, qui va canviar a l'Acadèmia de l'estudi professional per la creació d'una universitat estatal.

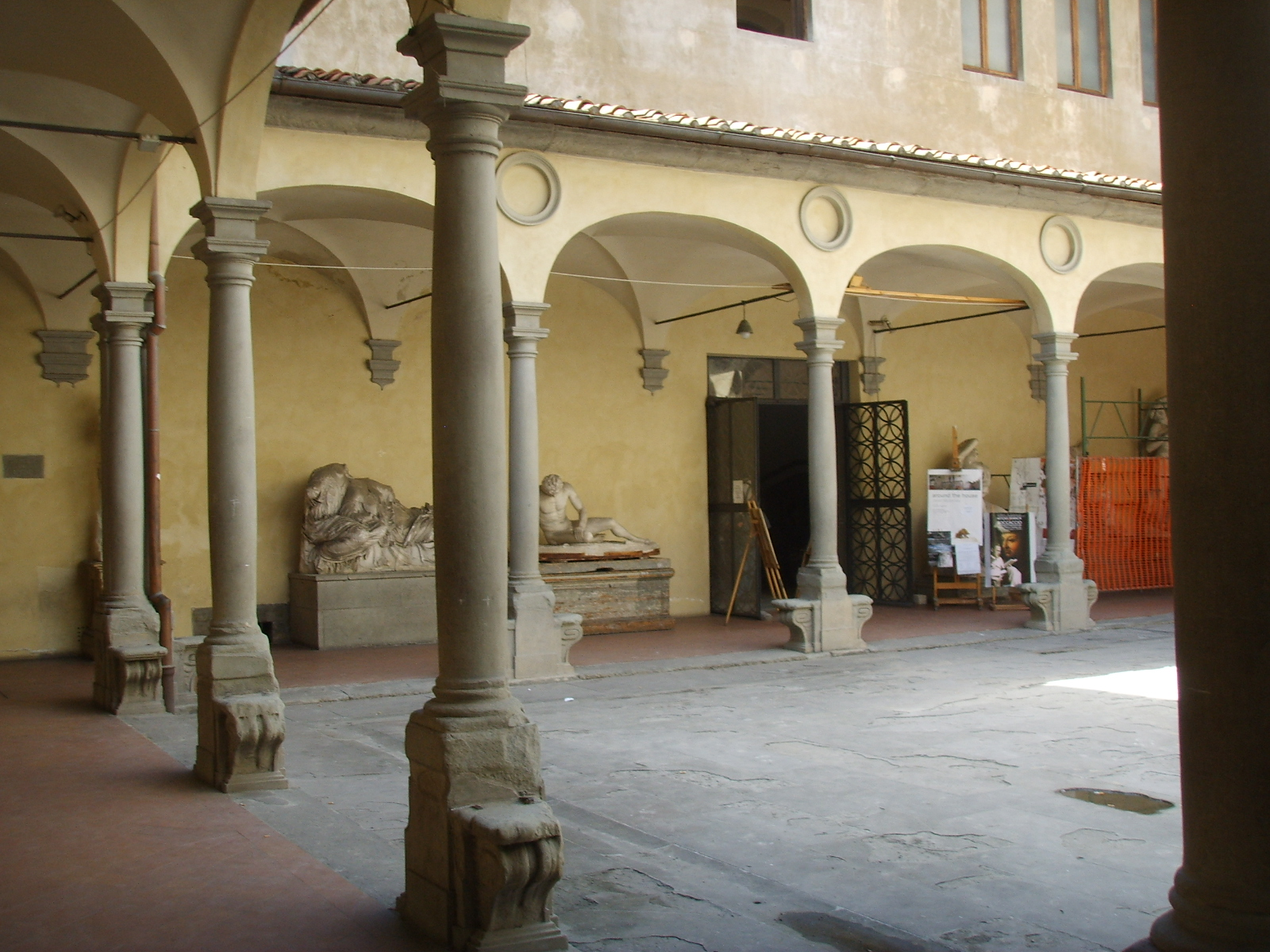
El jardí intern, amb còpies de guix de famoses escultures.

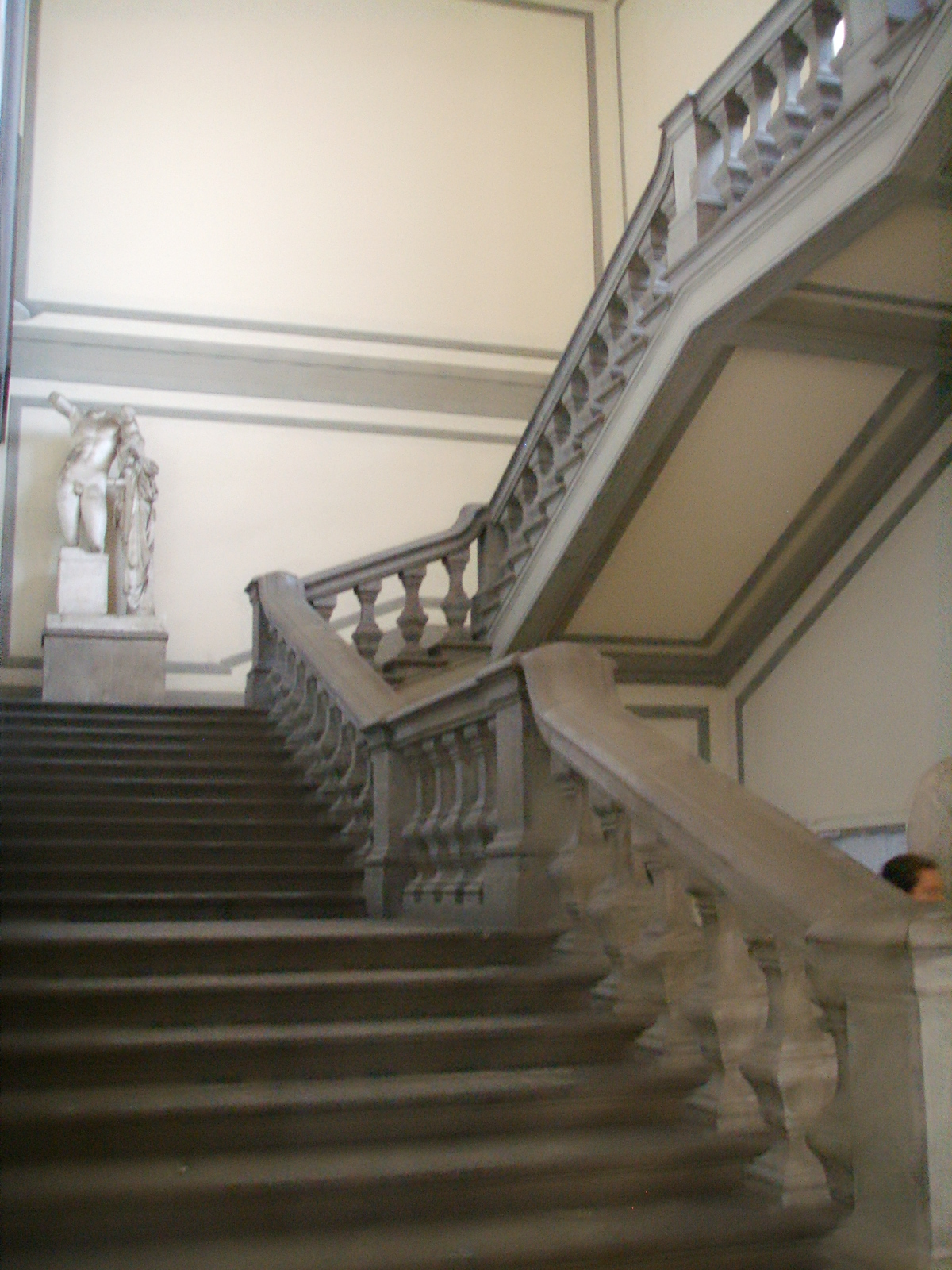
L'escala monumental.

En aquesta època l'obertura a l'educació artística era pública i gratuïta, amb les matèries de Pintura, Escultura, Arquitectura, Grottesc -aviat canviat a Ornamentació- i Gravat. La creació d'una col·lecció d'obres d'art antigues i modernes per a estudi i còpia, que ara, en gran part, formen el Museu de l'Acadèmia. Antonio Canova -cridat a Londres com un expert en els marbres d'Elgin del Partenó- va enviar a l'Acadèmia còpies de motlles; mentre que una rica biblioteca es creava per a l'estudi, amb nombrosos llibres, alguns especialment rars. El 1872 es va portar el David de Michelangelo, i l'Acadèmia va proporcionar una còpia per ser exhibida a la Piazza della Signoria.
La història de la institució va patir els trastorns de l'estat Toscà, primer amb l'ocupació francesa i, per tant, el domini d'Elisa Bonaparte. Durant aquest període, fins a la restauració de 1814, l'Acadèmia es va convertir en una institució vinculada a la Comunitat de Florència, i és precisament als estatuts dels anys 1807 i 1812 on s'aprecien els canvis transcendentals i la introducció de nous mètodes d'ensenyament, que encara romanen com a base i caràcter de la institució.
Entre finals del segle xviii i el segle xix a Florència, va tenir lloc, disputes entre acadèmics tradicionalistes, com els mestres i estudiants Pietro Benvenuti, Lorenzo Bartolini, Raffaello Morghen i John Dupré, i renovadors, especialment macchiaioli, que anticipaven l'impressionisme, com Adriano Cecioni, Telemaco Signorini, Silvestro Lega i Giovanni Fattori. Entre finals del segle xx va formar estudiants com Salvatore Garau.
Entre els artistes estrangers que van tenir l'honor de ser contractats com a professors acadèmics s'inclouen Jacques-Louis David, Jean-Auguste-Dominique Ingres i Johann Friedrich Overbeck.
Des de 1873, es va restablir a l'Acadèmia de Belles Arts, una Acadèmia d'Art i Disseny que va identificar el Col·legi de Professors, al qual es van reconèixer poders i funcions de supervisió, assessorament i opinions diverses. Aquest pacte va durar fins al 1937 quan l'Acadèmia de Belles Arts seguint la Reforma Gentile de 1923 efectuada per Giovanni Gentile, va deixar la signatura de l'arquitectura que va passar a la Universitat de Florència (1927) i es va separar el 1937 de l'Acadèmia d'Art i Disseny.